# Angelo Peccerillo
Angelo Peccerillo (...) è un geologo italiano.

## Biografia
Laureato in geologia cum laude è stato professore associato di vulcanologia all'Università di Firenze e professore ordinario di petrologia alle Università di Messina, della Calabria e di Perugia fino al 2013.
È autore di oltre 200 pubblicazioni su riviste nazionali e internazionali e di numerosi saggi e articoli scientifici, didattici e divulgativi. È uno degli autori italiani più citati nel campo delle Scienze della Terra.
Le sue ricerche, svolte in collaborazione con numerose università italiane e straniere - quali la Australian National University, University of Göttingen, Université de Paris Orsay, Università di Padova, Università di Bologna e altre - hanno focalizzato i processi magmatologici e vulcanologici e il loro ruolo nella strutturazione del sistema Terra.
Ha fatto parte dei comitato editoriale di numerose riviste nazionali e internazionali.
Nel 2006 è stato insignito del Premio Feltrinelli dall'Accademia Nazionale dei Lincei.
È membro dell'Academia Europæa e socio onorario della Società geologica italiana.

## Opere
- A. Peccerillo, Appunti esercitazioni di petrografia, CLUSF ed., Firenze, 1973
- A. Peccerillo, Introduction to Geochemistry, Addis Ababa University Press, 1995
- C. Bartolini e A. Peccerillo, I fattori geologici delle forme di rilievo, Pitagora Editore, Bologna, 2002[5]
- A. Peccerillo, Elementi di petrologia ignea e metamorfica, Morlacchi ed., Perugia, 2003[6]
- A. Peccerillo e D. Perugini, Introduzione alla petrografia ottica, Morlacchi ed. Perugia, 2003[7]
- M.L. Frezzotti, G. De Astis e A. Peccerillo, The Aeolian arc. petrology, volcanology and fluid inclusions, Morlacchi ed., Perugia, 2005
- A. Peccerillo, Plio-Quaternary volcanism in Italy. Petrology, Geochemistry, Geodynamics, Springer, Heidelberg, 2005[8]
- A. Peccerillo, Volcanism in the Tyrrhenian Sea region, Springer, Heidelberg, 2017[9]
- A. Peccerillo, Aria acqua, terra, fuoco. Come funziona il sistema Terra, Morlacchi editore, Perugia,  2019[10]